# Bahnhofsallee 40 (Vieselbach)

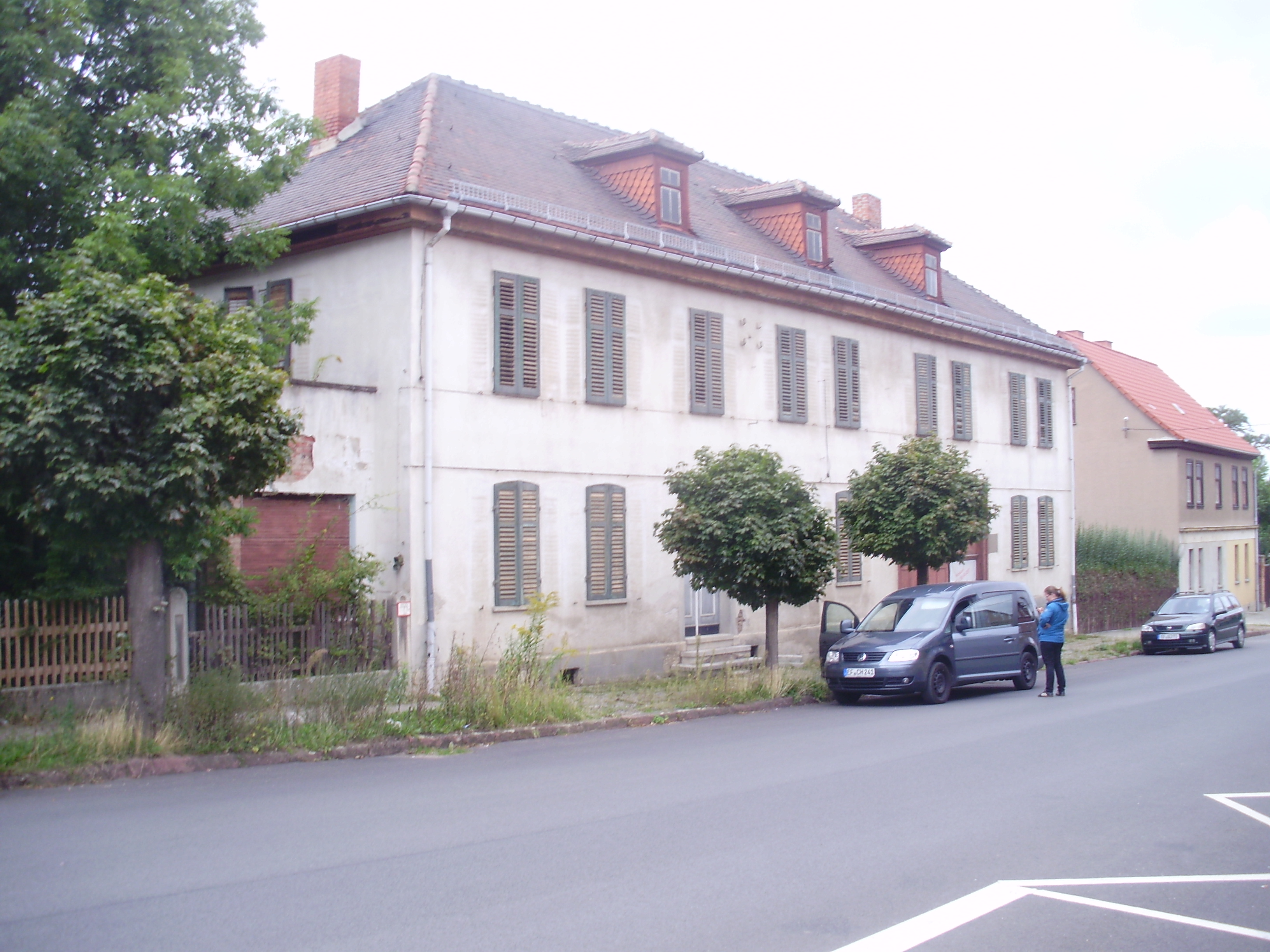
Ansicht Bahnhofsallee

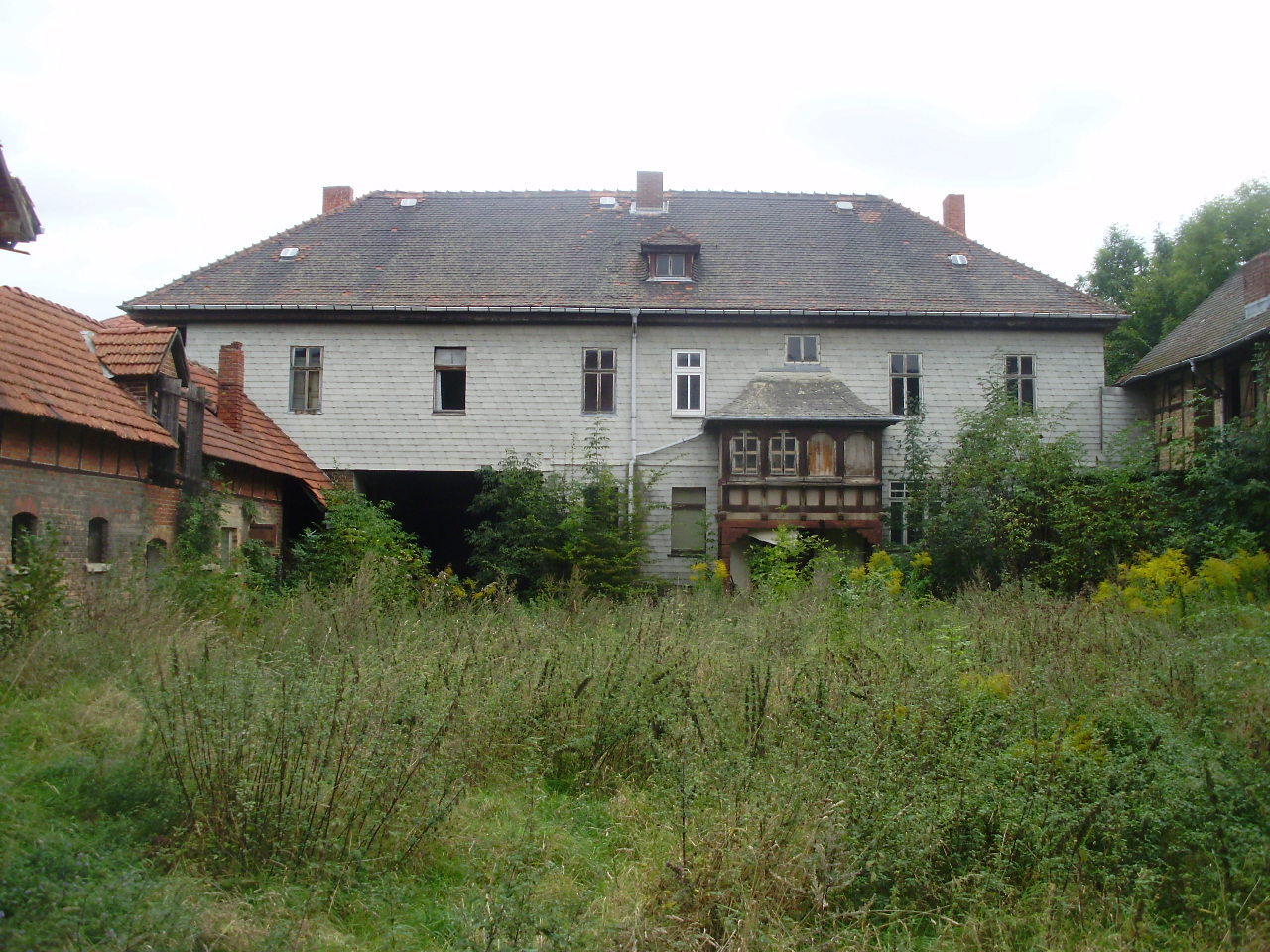
Hofansicht

Der Gebäudekomplex Bahnhofsallee 40 in Vieselbach ist ein typischer historischer Vierseithof in Thüringen. Er wurde um 1860 entlang der kurz zuvor erbauten Bahnhofstraße errichtet. Das zugehörige Hofgrundstück hat eine Fläche von ca. 14.610 m². Der gut erhaltene Gebäudekomplex erfüllt die Kriterien des Denkmalschutzes.

## Hauptgebäude
Bei dem Hauptgebäude handelt es sich um ein zweigeschossiges, klassizistisches Wohnhaus mit Walmdach. Es steht in der Gebäudeflucht der Bahnhofsallee. Links befindet sich der Wohnteil mit fünf Fensterachsen und einer mittig angeordneten Haustür. Rechts ist eine Durchfahrt, daneben gibt es rechts noch zwei weitere Fensterachsen. Im Dachbereich befinden sich drei symmetrisch angeordnete Dachgauben. Das Gebäude ist in Holzfachwerk errichtet und verputzt. 1924 wurde es modernisiert und geringfügig umgebaut. Seit ca. 2000 steht es leer.

## Nebengebäude
Hinter dem Hauptgebäude befindet sich ein Wirtschaftshof, der links und rechts durch zwei ehemalige Stallgebäude und an der Stirnseite durch eine geräumige Scheune begrenzt wird.